# Klaus Koch (Journalist)

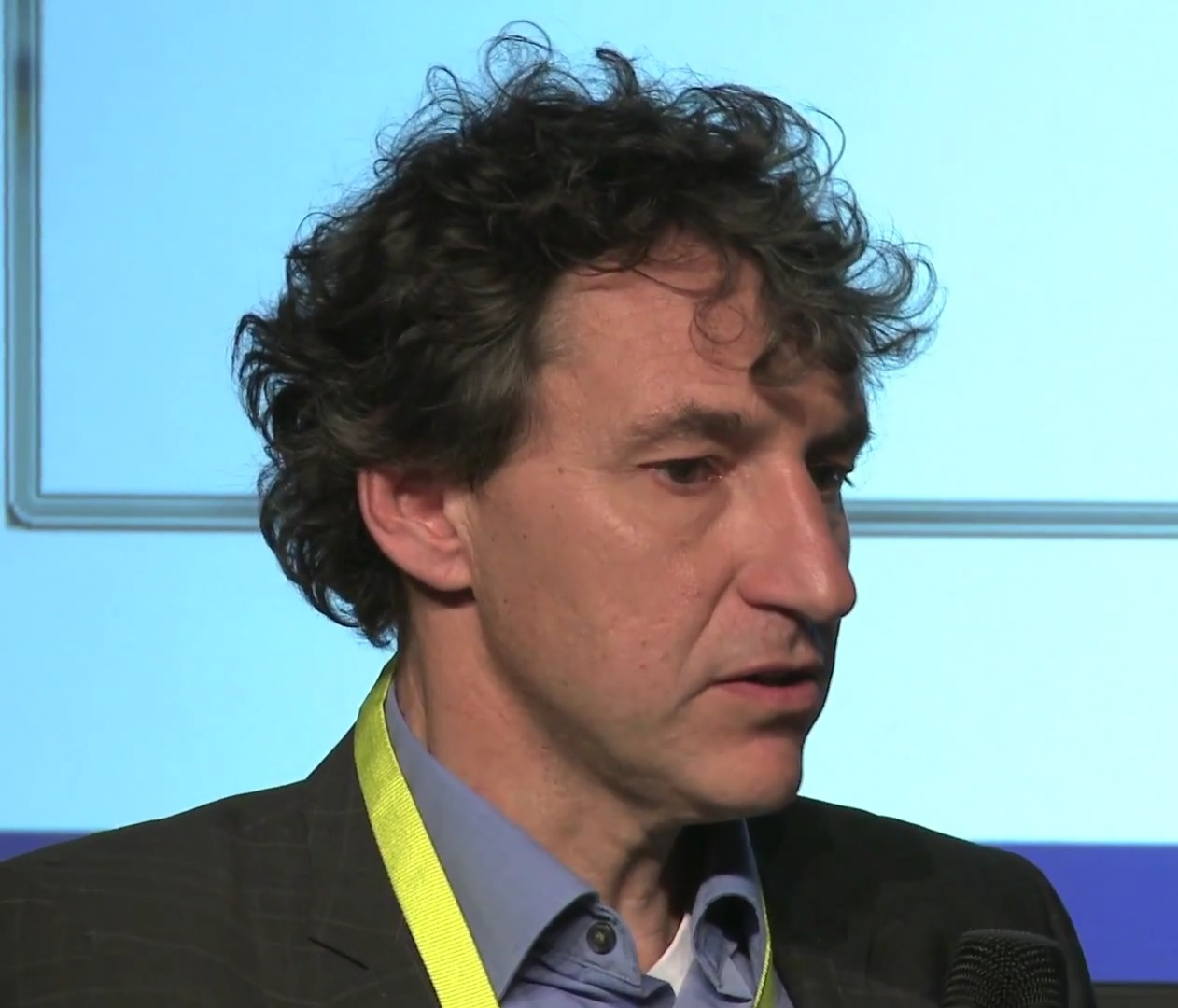
Klaus Koch (2015)

Klaus Koch (* 1963 in Köln) ist ein deutscher Medizinjournalist, Autor und Biologe.

## Leben
Koch studierte Biologe in Bonn und Köln und schloss das Studium im Jahr 1989 als Diplom-Biologe ab. Danach erhielt er ein Stipendium der Robert-Bosch-Stiftung in deren Programm für Wissenschaftsjournalismus. Koch hospitierte dadurch in mehreren großen Redaktionen. Anschließend war er als freier Medizin- und Wissenschaftsjournalist, unter anderem für die Süddeutsche Zeitung, das Deutsche Ärzteblatt und andere Publikationen tätig.
2006 wurde er Mitarbeiter des Instituts für Qualität und Wirtschaftlichkeit im Gesundheitswesen (IQWiG), zunächst als Leitender Redakteur in der Institutsleitung des IQWiG, dann von April 2010 bis Mai 2011 als stellvertretender Ressortleiter des Ressorts Kommunikation. Seit Mai 2011 ist er Leiter des Ressorts Gesundheitsinformation.
Im Jahr 2007 promovierte er mit einer Arbeit über Methoden der Krebsfrüherkennung an der Universität zu Köln. Er ist Mitglied im erweiterten Vorstand des Deutschen Netzwerks Evidenzbasierte Medizin e.V.

## Preise und Auszeichnungen
- 2001 „Medizin im Wort“ (Preis des Kollegiums der Medizinjournalisten). Der Preis ist mit 20.000 Euro dotiert und von der Bayer AG gesponsert.
- 1997 Journalistenpreis der Deutschen Gesellschaft für Ernährung für seinen Artikel „Obst statt Pillen“.